# Miguel Pinto
Miguel Ángel Pinto Jerez (* 4. Juli 1983 in Santiago de Chile) ist ein chilenischer Fußballtorwart. Zwischen 2006 und 2012 lief er 21 Mal für die Nationalmannschaft auf.

## Karriere

### Verein
Miguel Pinto startete seine Karriere bei CF Universidad de Chile und lief in der Apertura 2002 erstmals in mehreren Spielen für den Verein auf. Als dritter Torhüter wurde er nach einer Verletzung des etatmäßigen Torhüters und der Nummer zwei erstmals im Spiel gegen CSD Colo-Colo eingesetzt. In den Folgejahren entwickelte er sich hinter Johnny Herrera zum zweiten Mann zwischen den Pfosten. Erst 2006, nachdem Herrera verkauft wurde, stieg Pinto mit vielen Einsätzen in der chilenischen Meisterschaft zum Stammspieler auf. 2007 wurde er zum Spieler des Jahres von Universidad de Chile geehrt. Sein bisher größter Erfolg auf Vereinsebene waren der Gewinn der Apertura 2009 und die Spiele bei der Copa Libertadores 2009. In der Qualifikationsrunde eliminierte er mit dem Verein aufgrund der Auswärtstorregel den CF Pachuca und beendete die Gruppe 7 mit den Gegnern Grêmio Porto Alegre, Boyacá Chicó FC und Club Aurora auf dem zweiten Rang. Im Achtelfinale verlor er mit 1:3 gegen Cruzeiro Belo Horizonte.
Anfang 2011 wechselte Pinto zunächst auf Leihbasis zu Atlas Guadalajara nach Mexiko, das ihn ein Jahr später fest verpflichtete. Mit Atlas spielte er in der dortigen Liga um den Klassenverbleib. Anfang 2014 wurde er bis Mitte 2015 an UAT Correcaminos in die Ascenso MX verliehen. Nach seiner Rückkehr blieb er ein halbes Jahr bei Atlas, in dem er fünfmal eingesetzt wurde. Anfang 2016 wechselte er auf Leihbasis zu Cafetaleros de Tapachula erneut in die Ascenso MX. Mitte 2016 verließ er Mexiko und kehrte nach Chile zurück, wo ihn CD O’Higgins unter Vertrag nahm. 2020 stand er bei CSD Colo-Colo unter Vertrag, 2021 wechselte der Torwart zu Unión Española. Zur Saison 2023 ging der fast 40-jährige Miguel Pinto zu Coquimbo Unido.

### Nationalmannschaft
Pinto war für die A-Elf der Chilenische Fußballnationalmannschaft von 2006 bis 2012 aktiv. Zuvor spielte er bereits in Jugendmannschaften des Landes und nahm mit diesen 2003 an der Campeonato Sudamericano Sub-20 teil. 2006 gab er gegen die Elfenbeinküste sein Debüt für die A-Nationalmannschaft. 2007 nominierte ihn der damalige Trainer Nelson Acosta als dritten Torhüter für die Copa América. Pinto jedoch verzichtete, da er nicht als Nummer 3 zum Turnier fahren wollte. Als bald darauf der Argentinier Marcelo Bielsa die chilenische Mannschaft übernahm, machte dieser Pinot zur Nummer zwei hinter Claudio Bravo.  Mit dem neuen Trainer qualifizierte man sich für die Endrunde der Fußball-Weltmeisterschaft 2010, für Pinto im Mai 2010 in den Kader der Chilenen berufen wurde. Ein Jahr zuvor hatte Pinto während des Kirin Cup in Japan die Möglichkeit, sich auszuzeichnen. Doch in zwei Partien kassierte der Torhüter fünf Gegentore. In Südafrika zog das Team bis ins Achtelfinale ein und schied dort gegen Brasilien aus. Pinto kam während des gesamten Turniers zu keinem Einsatz.

## Titel und Erfolge

### Verein
CF Universidad de Chile
- Primera División (2): Apertura 2004, Apertura 2009

### Individuell
- Spieler des Jahres Universidad de Chile: 2007
- Amerikas bester Torwart 2009
- Bester Torwart beim Copa Nissan Sudamericana 2009
- Torwart des „Americas ideal team“ 2009

## Sonstiges
Sein älterer Bruder Rodrigo Pinto spielte ebenfalls Profifußball und war Nationalspieler Chiles.